# Behuria organensis
Behuria organensis är en tvåhjärtbladig växtart som först beskrevs av José de Saldanha da Gama och Cogniaux, och fick sitt nu gällande namn av Tavares och José Fernando Andrade Baumgratz. Behuria organensis ingår i släktet Behuria och familjen Melastomataceae. Inga underarter finns listade i Catalogue of Life.